# Heonjong av Goryeo II
Heonjong av Goryeo, född 1084, död 1097, var en koreansk monark. Han var kung av Korea 1094–1095. 